# 巴姆省
巴姆省（法語：Bam）是布基納法索中北大區西北部的一個省，面積4,084平方公里。2006年人口277,092人。首府孔古西。
本區下轄九縣。